# Southport (Maine)
Southport és una població dels Estats Units a l'estat de Maine (EUA). Segons el cens del 2000 tenia 684 habitants.

## Demografia
Segons el cens del 2000, Southport tenia 684 habitants, 331 habitatges, i 218 famílies. La densitat de població era de 49 habitants/km².
Dels 331 habitatges en un 19,9% hi vivien nens de menys de 18 anys, en un 59,8% hi vivien parelles casades, en un 3,3% dones solteres, i en un 34,1% no eren unitats familiars. En el 29,9% dels habitatges hi vivien persones soles el 14,5% de les quals corresponia a persones de 65 anys o més que vivien soles. El nombre mitjà de persones vivint en cada habitatge era de 2,07 i el nombre mitjà de persones que vivien en cada família era de 2,52.
Per edats la població es repartia de la següent manera: un 14,6% tenia menys de 18 anys, un 3,5% entre 18 i 24, un 15,4% entre 25 i 44, un 35,7% de 45 a 60 i un 30,8% 65 anys o més.
L'edat mediana era de 53 anys. Per cada 100 dones de 18 o més anys hi havia 97,3 homes.
La renda mediana per habitatge era de 38.125 $ i la renda mediana per família de 52.750 $. Els homes tenien una renda mediana de 35.500 $ mentre que les dones 24.583 $. La renda per capita de la població era de 33.481 $. Entorn del 4,2% de les famílies i el 6,8% de la població estaven per davall del llindar de pobresa.